# 井冈山革命烈士陵园

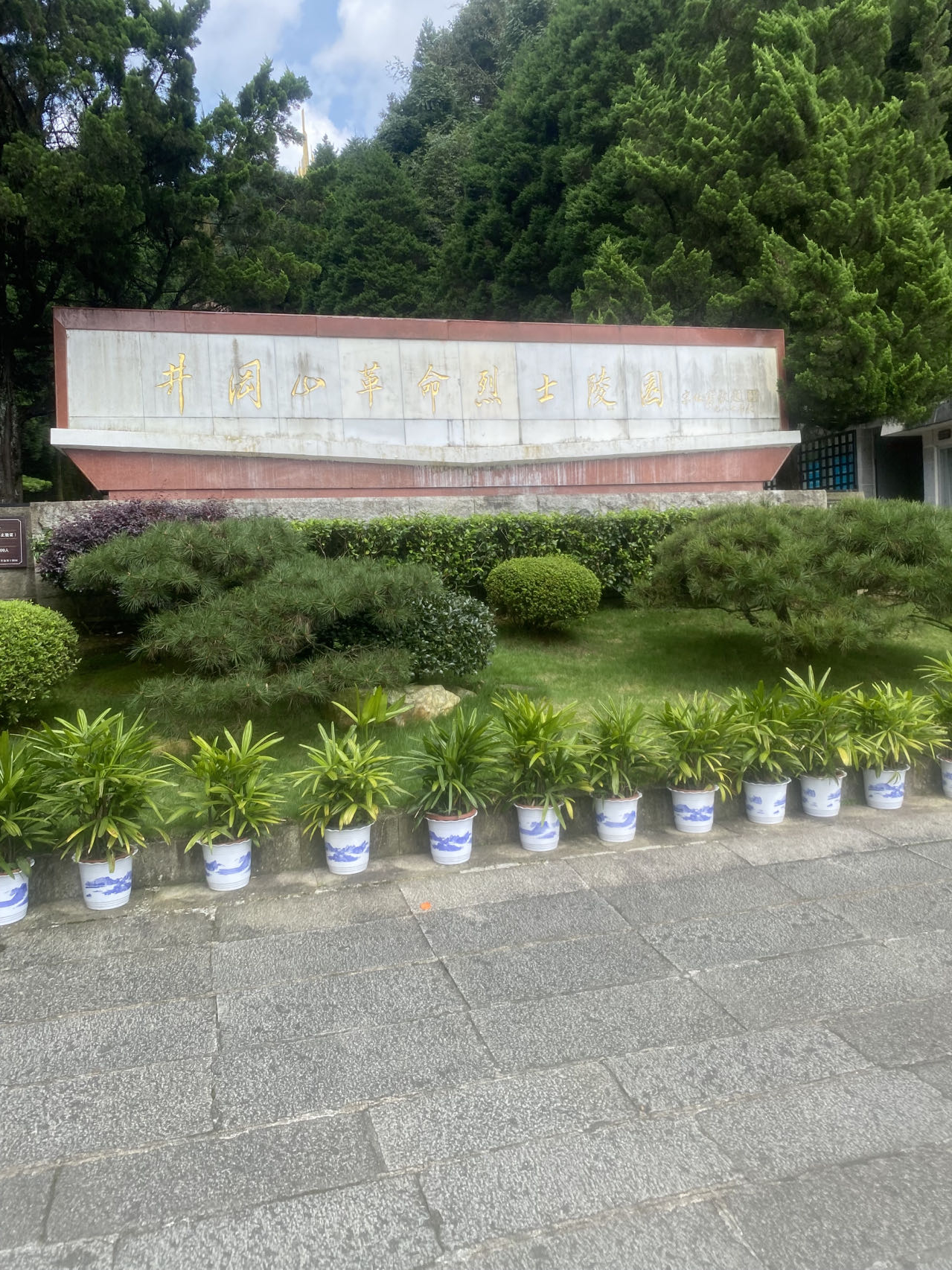
井岡山革命烈士陵園

井冈山革命烈士陵园位於中華人民共和國江西省井冈山市茨坪鎮，面积400余亩。全园由井冈山革命烈士纪念碑、井冈山革命烈士纪念堂、井冈山雕塑园和井冈山碑林组成，井冈山革命烈士陵园入口處的井冈山烈士陵园七个燙金大字由宋任穷题字。井冈山革命烈士陵园是井冈山管理局井冈山旅游发展总公司下属的国有单位。

## 歷史
1985年，中共井冈山市委、市人民政府决定修建井冈山革命烈士陵园。烈士陵园于1986年破土动工，1987年10月建成。2001年、2009年先后增加2个基本陈列。2004年至2010年对陵园各部分进行了综合性的维修改造，陈列厅全面装修。

## 井冈山革命烈士纪念堂

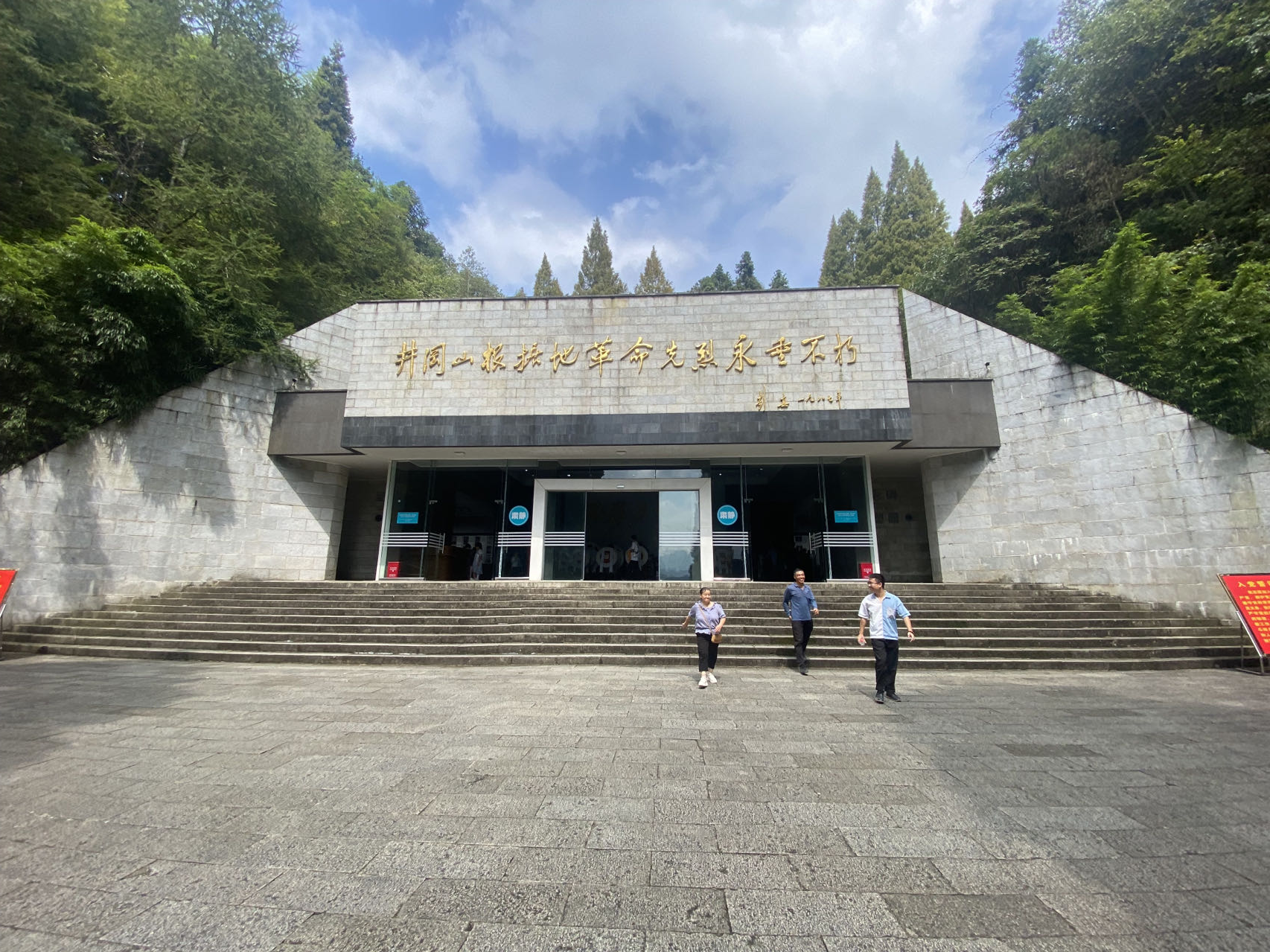
井冈山革命烈士纪念堂

井冈山革命烈士纪念堂由瞻仰大厅、陈列室、吊喧大厅、忠魂堂组成。瞻仰大厅上的巨幅匾额是彭真题写的“井冈山根据地革命烈士永垂不朽”，大厅正中央的上方刻着毛泽东书写的“死难烈士万岁”六个燙金大字。大厅两侧耳房陈列着参加过井冈山革命根據地的主要领导人的遗像和生平简介。吊喧大厅大厅四周墙上，嵌刻着1927年9月至1930年2月在井冈山革命根據地陣亡的15744位中共軍人名录。厅内的将军红基石上立着一块汉白玉无名碑。忠魂堂安放着何长工、张令彬、贺敏学、温玉成、宋任穷、王辉球、陈云中、欧阳毅、段子英等參加過中国工农红军的人士的骨灰。

## 井冈山碑林
井冈山碑林五个字由书法家舒同题写，顺山而上建有一条长100多米的碑廊，陈列着139块书法碑，上面嵌刻着毛泽东、朱德、江泽民、李鹏、宋任穷、萧克、谭震林、何长工、郭沫若、沙孟海、黄绮、沈鹏、臧克家、魏巍等人的書法。

## 井冈山雕塑园

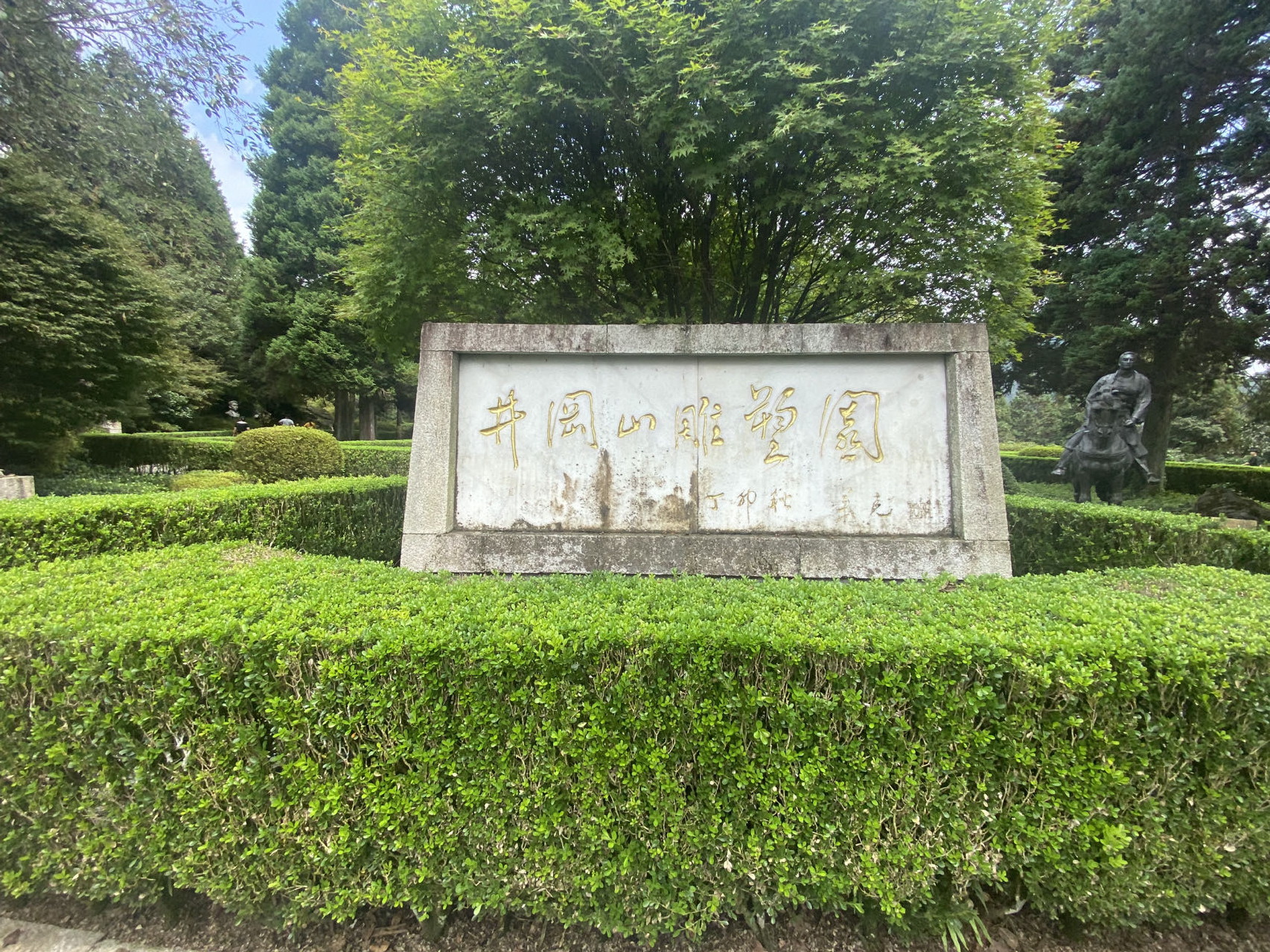
井冈山雕塑园

雕塑园的园标井冈山雕塑园由萧克题写。裡面有毛泽东、朱德、陈毅、彭德怀、罗荣桓、谭震林、滕代远、李灿、何长工、宛希先、王尔琢、张子清、何挺颖、陈正人、蔡协民、贺子珍、伍若兰、王佐、袁文才等19人的雕像。

## 井冈山革命烈士纪念碑

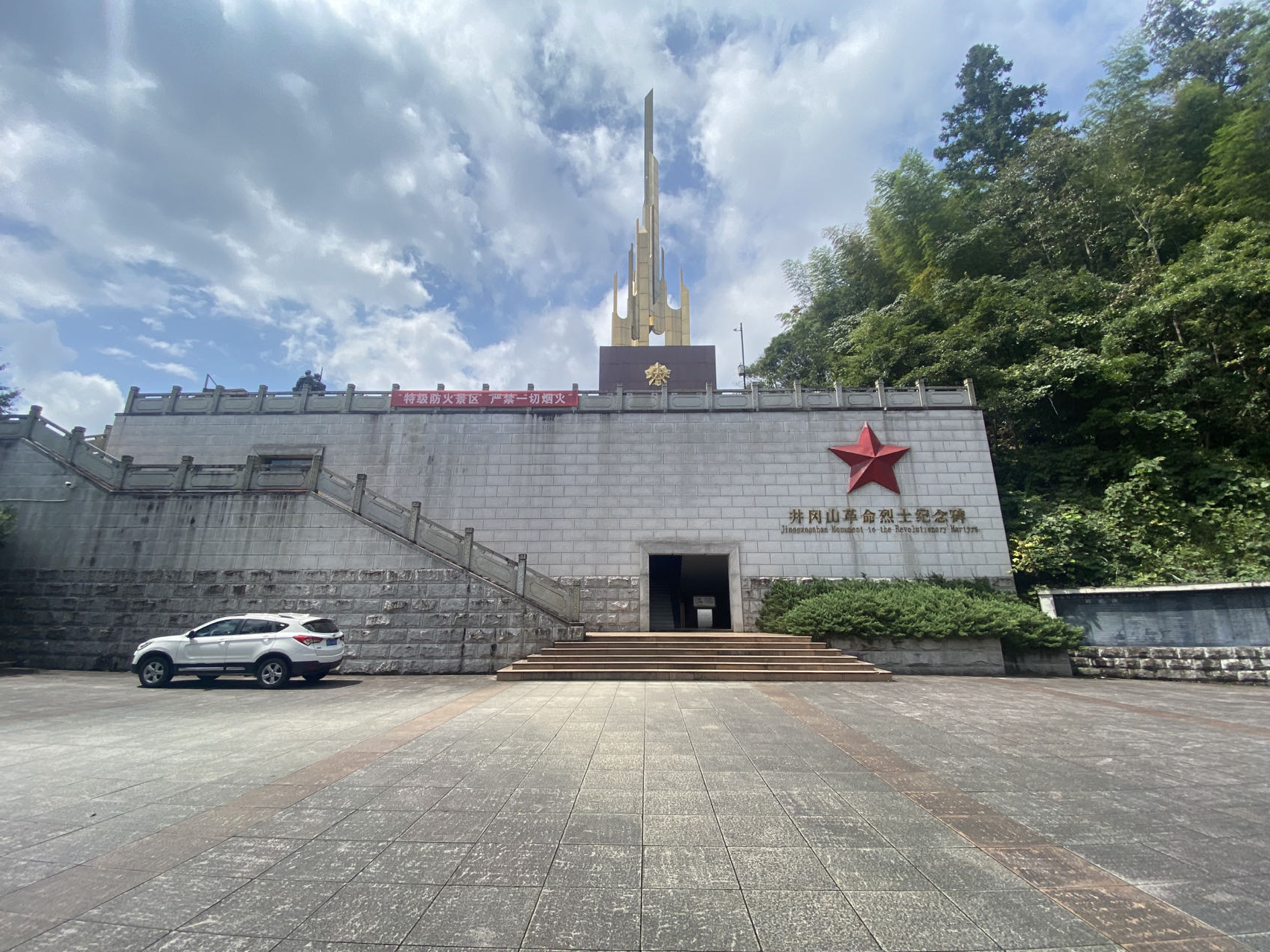
井冈山革命烈士纪念碑

井冈山革命烈士纪念碑位於烈士陵园中轴线最高处，於1997年10月落成。碑名由邓小平题写。纪念碑总高度为46.8米，分为基座、碑座和主碑。